# Nowosrietienka
Nowosrietienka (ros. Новосретенка) – wieś w Rosji, w Buriacji, w rejonie biczurskim. W 2021 liczyła 437 mieszkańców.